# Cottaging

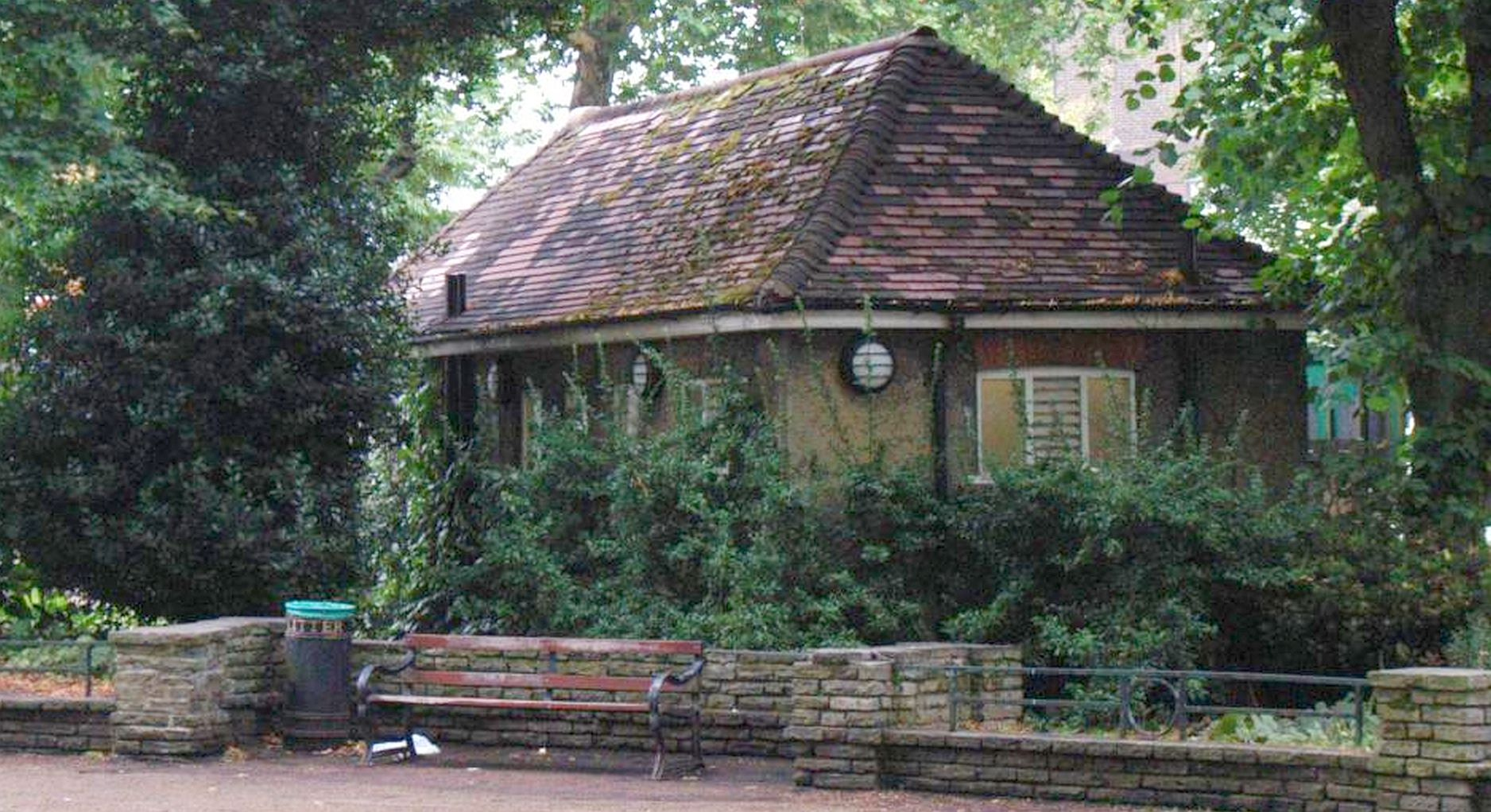
Förekomsten av offentliga toaletter, som denna på Pond Square i stadsdelen Camden i London, är ursprunget till termen cottaging.

Cottaging är en gayslangterm som härstammar från Storbritannien. Termen syftar på anonymt sex mellan män på en offentlig toalett (cottage: en "stuga" eller "tea-room"), eller cruising efter sexpartners med avsikt att ha sex någon annanstans. Termen har sina rötter i fristående engelska toalettbyggnader som liknar små stugor (cottages) till utseendet; på det engelska kodspråket polari fick detta en dubbelbetydelse av homosexuella män som hänvisade till sexuella möten.
Ordet cottage betyder vanligtvis ett litet, mysigt, lantligt hem, men under den viktorianska eran syftade det även på en offentlig toalett. På 1960-talet hade denna betydelse dock blivit en uteslutande homosexuell slangterm. Denna användning är övervägande brittisk, även om termen ibland används med samma betydelse i andra delar av världen. Bland homosexuella män i USA kallas toaletter som används för detta ändamål för tea rooms.

## Platser

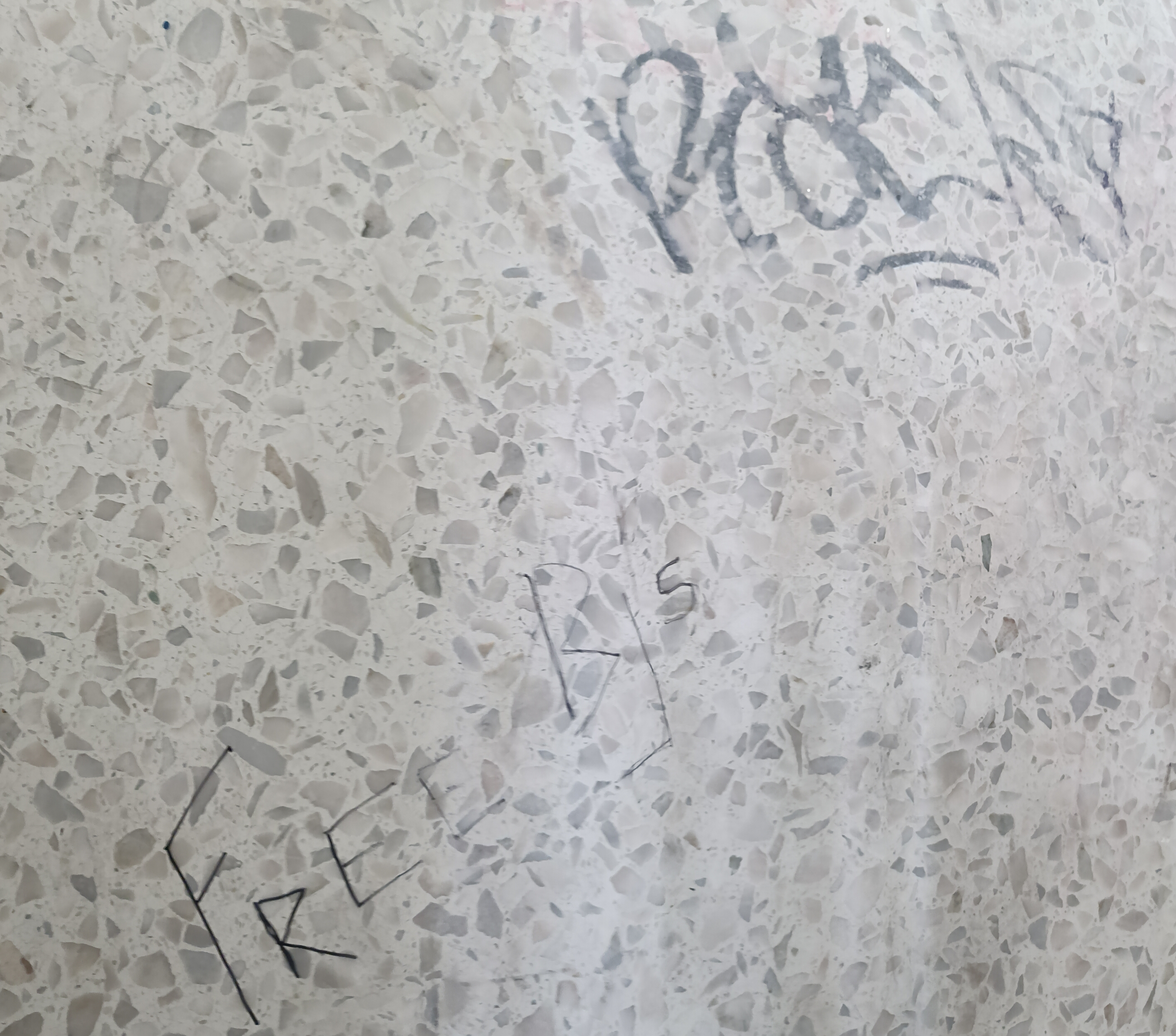
Klotter på insidan av ett bås i en herrtoalett i Sydney i Australien 2024

Stugorna var och är belägna på platser som använts flitigt av många människor, såsom busstationer, järnvägsstationer, flygplatser och universitetsområden. Ofta borras glory holes i väggarna mellan båsen i populära cottages. Fotsignaler – att knacka med foten, skjuta in en fot något under avbalkningen mellan båsen eller på annat sätt dra till sig uppmärksamheten – används för att beteckna att man vill få kontakt med personen i båset bredvid. I vissa hårt trafikerade stugor utvecklas etikettsregler, och en person kan fungera som utkik för att varna om det kommer "icke-cottagers".
Sedan 1980-talet har fler myndighetspersoner blivit mer medvetna om att det finns cottages på platser under deras jurisdiktion. Man har minskat höjden på eller till och med tagit bort dörrar från båsen i populära cottages, eller förlängt väggarna mellan båsen till golvet för att förhindra fotsignalering.

## Cottages som mötesplatser
Före den homosexuella frigörelserörelsen var många, om inte de flesta, homo- och bisexuella män hemlighetsfulla om sin läggning. Det fanns nästan inga offentliga sociala grupper för homosexuella, för dem som inte var i laglig ålder för att dricka alkohol. Cottages var därför bland de få platser där män som var för unga för att komma in på gaybarer kunde träffa andra som de visste var homosexuella.
Internet medförde betydande förändringar i cottaging. Denna hade dessförinnan varit en aktivitet som män ägnade sig åt tillsammans med andra män, ofta i tystnad utan någon kommunikation utöver markeringarna på en båsvägg. I dag håller man på att etablera ett online-community där män utbyter information om platser och diskuterar aspekter som när det är som mest trafikerat, när det är säkrast och för att underlätta sexuella möten genom att ordna mötestider. Termen cybercottage används av vissa homo- och bisexuella män som använder rollspel och nostalgin av att stå i ett virtuellt rum eller som en anslagstavla för att arrangera anonyma sexuella möten i verkliga livet.
Laud Humphreys Tearoom Trade, publicerad 1970, var en sociologisk analys och iakttagelse. I boken undersöktes det sociala utrymme som offentliga restrooms (som toaletter eufemistiskt kallas i USA) erbjuder för anonymt sex och de män – antingen dolda, homosexuella eller heterosexuella – som försökte uppfylla sexuella begär som deras fruar, religion eller sociala liv inte kunde möjliggöra. Studien möttes både av beröm på grund av dess innovation och kritik för dess outande av "heterosexuella" män, vilket äventyrade dessas integritet. Den belyste mångfalden av offentliga toaletter och komplexiteten i homosexuellt sex bland självidentifierande heterosexuella män.

## Juridisk status

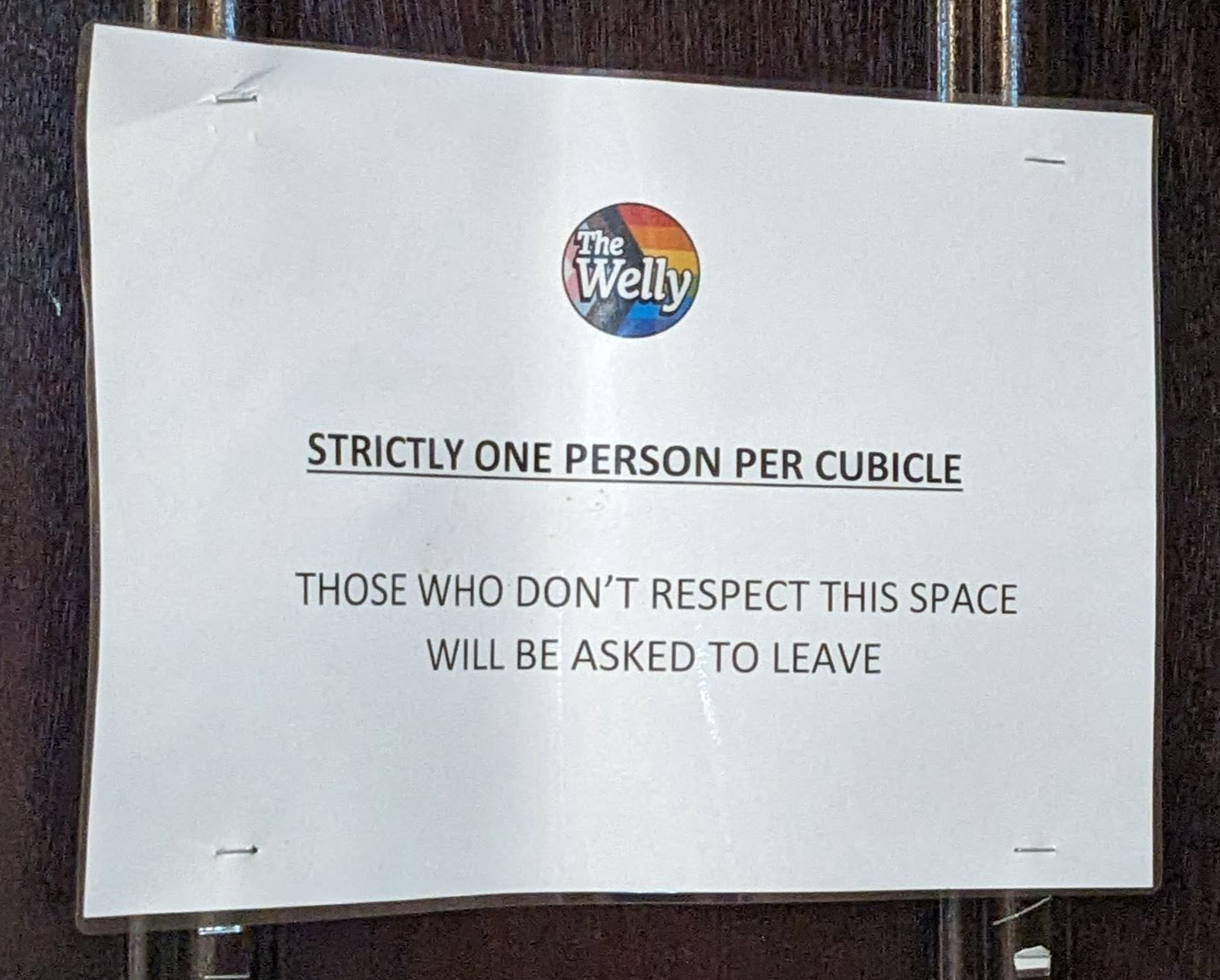
En skylt utanför ett toalettbås i gaybaren Duke of Wellington i Soho som förklarar att det är en person per bås som gäller.

Sexuella handlingar på offentliga toaletter är i många jurisdiktioner förbjudna. Det är troligt att det riskmoment som är involverat i cottaging gör det till en attraktiv aktivitet för vissa.
Historiskt sett har offentligt homosexuellt sex i Storbritannien ofta resulterat i åtal och fällande dom för grov oanständighet, ett brott som endast gäller sexuella handlingar som begåtts av män och som särskilt tillämpats på homosexuell aktivitet. Anal penetration var ett separat och mycket allvarligare brott som föll under definitionen av sodomi. Sodomi var ett brott som mellan 1533 och 1861 enligt brittisk lag var belagt med dödsstraff, även om det sällan resulterade i en dödsdom. Importuning var ett erbjudande om sexuell tillfredsställelse mellan män, ofta mot pengar. Sexualbrottslagen från 1967 tillät sex mellan samtyckande män över 21 år när det skedde privat, men lagen uteslöt specifikt offentliga toaletter från att vara "privata". I 2003 års lag om sexualbrott (Sexual Offences Act 2003) ersattes denna aspekt med brottet "sexuell aktivitet på en offentlig toalett", vilket inkluderar onani på egen hand.
I några av de fall där människor ställdes inför rätta för att ha gjort sig skyldiga till cottaging uppstod frågan om fångenskap. Eftersom brotten var offentliga men ofta begicks bakom stängda toalettdörrar var det ibland lättare för polisen att använda sig av personal som arbetade förklädda, som ofta gick på toaletten och utgav sig för att vara homosexuella i ett försök att locka andra män att komma fram till dem för att ha sex. Dessa män skulle sedan arresteras för att ha uppviglat eller anstiftat och i vissa fall ägnat sig åt misshandel.

### Tidslinje med historiska fall
| Datum | Händelse |
| ----- | --- |
| 1943  | Tidningsredaktör Clarence McNulty arresterades för att uppsåtligen och på ett obscent sätt ha blottat sina privata delar på toaletterna i Lang Park nära järnvägsstationen Wynyard i Sydney i New South Wales, Australien. Han nekade till anklagelserna och detta tidiga fall belyste polisens praxis att använda vackra poliser (dvs. som "lockbete") för att snärja allmänheten. Eftersom endast en polis var närvarande på toaletten beslutade domaren att polisen inte var kapabel att korrekt bekräfta bevisen och friade McNulty på grund av tvivel.                                                                                |
| 1946  | Sir George Robert Mowbray, 5:e baronet Mowbray, dömdes till böter för att ha antastat män på tunnelbanestationen Piccadilly Circus i London. |
| 1940s | Parlamentsledamoten Tom Driberg anklagades för sexuell misshandel efter att två män delat säng med honom på 1940-talet och utnyttjade sin position som journalist flera gånger för att komma undan senare anklagelser när han ertappades med att ha uppmuntrat till sex på offentliga toaletter av polisen. |
| 1953  | Skådespelaren Sir John Gielgud arresterades och bötfälldes £10 för cottaging ("ihållande antastning"). |
| 1953  | Parlamentsledamoten William J. Field arresterades för att ihärdigt ha antastat på en offentlig toalett. Field överklagade domen två gånger men misslyckades vid båda tillfällena. |
| 1954  | Den amerikanske matematikern John Forbes Nash greps på en offentlig toalett i Santa Monica, Kalifornien. Han fråntogs sin topphemliga säkerhetsprövning och fick sparken från den tankesmedja där han var konsult. |
| 1956  | Sir David Milne-Watson bötfälldes för antastning på tunnelbanestationen South Kensington. |
| 1962  | Den 6 november 1962 arresterades skådespelaren Wilfrid Brambell på en toalett i Shepherd's Bush för ihärdig antastning. |
| 1962  | Polisen i Mansfield, Ohio genomförde 1962 en operation där de i hemlighet filmade män som hade sex på den offentliga toaletten under Central Park. Trettioåtta män dömdes och fängslades för sodomi. Efter gripandet stängde staden toaletterna och fyllde igen platsen. Polisen gjorde senare en träningsfilm av filmen. Den återutgavs 2007 som Tearoom. |
| 1964  | I oktober arresterades president Lyndon B. Johnsons medarbetare Walter Jenkins på en YMCA i Washington D.C., varpå fallet avskrevs därefter. |
| 1968  | Prästen Michael Turnbull arresterades i Hull för cottaging på en offentlig toalett, före han blev Biskop av Durham. |
| 1975  | I september 1975 arresterades skådespelaren Peter Wyngarde (under sitt riktiga namn, Cyril Louis Goldbert) på en offentliga toalett på Gloucesters busstation för grov oanständighet med Richard Jack Whalley (en lastbilschaufför). Han dömdes till 75 pund i böter. |
| 1976  | Den 66-årige pensionerade amerikanske generalmajoren Edwin Walker gjorde sexuella närmanden mot en polis under täckmantel på en toalett i en park i Dallas, Texas, den 23 juni 1976 och arresterades för allmän oanständighet. Generalen nekade till anklagelserna och dömdes till böter på 1 000 dollar och rättegångskostnader. |
| 1976  | Den före detta domaren G. Harrold Carswell dömdes för misshandel för att ha närmat sig en polis under täckmantel i en toalett i Tallahassee. |
| 1981  | Coronation Street-skådespelaren Peter Dudley observerades blotta sig för en annan man på en offentlig toalett i Didsbury, Manchester, och anklagades för att ha antastat. Han erkände sig skyldig och dömdes till böter på 200 pund. Några månader senare åtalades Dudley återigen för grov oanständighet för ett påstått liknande brott, men den här gången hävdade han att han var oskyldig och hade satts dit av polisen. En jury i Crown Court misslyckades med att komma fram till en dom, men i väntan på en ny rättegång drabbades Dudley av en serie slaganfall och hjärtattacker och dog den 20 oktober 1983.                     |
| 1984  | Labourpolitikern Roger Thomas arresterades i Swansea för antastning i omoraliskt syfte på en offentlig toalett. Han fick betala böter på £75. |
| 1984  | Skådespelaren Leonard Sachs bötfälldes för antastning på en offentlig toalett. |
| 1988  | Den australiske radiopersonligheten Alan Jones arresterades på en offentlig toalett i Londons West End och anklagades för att ha kränkt den allmänna anständigheten genom att bete sig på ett oanständigt sätt enligt Westminsters stadgar. Han friades senare från alla anklagelser och tilldömdes ersättning för rättegångskostnader. |
| 1990  | Den brittiske popstjärnan Stedman Pearson (från gruppen Five Star) framträdde i Kingston Magistrates Court i oktober 1990 och erkände sig skyldig till en anklagelse om allmän oanständighet efter att ha gripits på en offentlig toalett i New Malden i London. |
| 1998  | I april 1998 arresterades popstjärnan George Michael för att ha "deltagit i en oanständig handling" på en offentlig toalett i Los Angeles efter en insats av den lokala polisen. Trots att han betraktade arresteringen som en fälla av polisen, erkände han "ingen bestridande" till anklagelsen i rätten och dömdes till 810 dollar i böter och 80 timmars samhällstjänst. Senare samma år gjorde Michael satir av händelserna i sin musikvideo till låten "Outside" och stämdes av en av poliserna i den ursprungliga arresteringen för att ha framställt honom som icke-heterosexuell och hånat honom. Stämningen ogillades slutligen. |
| 1998  | I oktober 1998 rånades Ron Davies, parlamentsledamot för Labour, under knivhot på Clapham Common. Han avgick efter att det stod klart att han ägnade sig åt homosexuella aktiviteter i ett känt område för cottaging. |
| 2007  | Den 11 juni 2007 arresterades den amerikanske senatorn Larry Craig på en offentlig toalett i Lindbergh-terminalen på Minneapolis-Saint Paul International Airport för att ha försökt ha sex. Craig erkände sig senare skyldig till förargelseväckande beteende och meddelade sin avsikt att avgå från sin post som republikansk senator från Idaho. Till slut avgick han inte. Han bestred att han var skyldig, betalade böter och avtjänade sitt straff. Han ställde inte upp för omval 2008. |

## Kulturella skildringar
- Efter mordet på dramatikern Joe Orton utfört av hans pojkvän Kenneth Halliwell 1967 publicerades Ortons dagböcker som innehöll explicita redogörelser för hur han tillbringade sitt liv på Londons toaletter. Dagböckerna låg till grund för filmen Prick Up Your Ears från 1987 och pjäsen med samma namn.[70]
- Filmen Get Real är baserad på pjäsen What's Wrong with Angry?, från 1992, där skolpojkar som utövar cottaging är ett nyckeltema.[71]
- Pjäsen Porcelain från 1992 av den singaporeanskfödde dramatikern Chay Yew beskriver cottaging som en bakgrund av våld mellan en homosexuell asiatisk man och hans vita älskare på en toalett i Bethnal Green.[72]
- Den kinesiska filmen Det förbjudna palatset, som hade premiär 1996, handlar om cottaging i Peking.[73]
- Det moderna danskompaniet DV8 Physical Theatre satte 2003 upp ett verk med titeln Men Who Have Sex With Men, som uttryckligen skildrade temat cottaging.[74]
- Nicholas de Jonghs pjäs Plague Over England baserades på arresteringen och domen mot John Gielgud för cottaging och hade premiär 2008.[75]
- Videospelet The Tearoom från 2017 av den oberoende utvecklaren Robert Yang simulerar cottaging-metoder som utspelar sig på en offentlig toalett i Mansfield, Ohio 1962.[76]